# Katastrofa lotu TAP Portugal 425
Katastrofa lotu TAP Portugal 425 wydarzyła się 19 listopada 1977 roku w Funchal na Maderze w Portugalii. Samolot Boeing 727-282Adv, należący do linii TAP Portugal, lecący z Brukseli do Funchal z międzylądowaniem w Lizbonie, rozbił się przy lądowaniu w trudnych warunkach atmosferycznych na lotnisku Madeira Airport. W wyniku katastrofy śmierć poniosło 131 osób (125 pasażerów i 6 członków załogi), a 33 osoby zostały ranne.   

## Przebieg lotu
19 listopada 1977 około godziny 21:48 piloci Boeinga przygotowywali się do lądowania na lotnisku w Funchal. W 1977 roku lotnisko to słynęło ze swego krótkiego pasa startowego, którego długość wynosiła wówczas zaledwie 1600 metrów. Feralnego wieczoru piloci lotu 425 już dwukrotnie podchodzili do lądowania w Funchalu, jednak obie próby zakończyły się fiaskiem. Piloci maszyny – kapitan João Lontrão i pierwszy oficer Miguel Guimarães Leal – zdecydowali o podjęciu trzeciej próby lądowania na Maderze. Zadecydowali również, że w razie niepowodzenia skierują samolot na Wyspy Kanaryjskie i wylądują na wyspie Gran Canaria.

## Katastrofa
W czasie lądowania Boeinga na Maderze panowały złe warunki atmosferyczne – padał deszcz i wiał silny wiatr. W momencie, gdy samolot dotknął kołami pasa startowego, wpadł w poślizg. Piloci chcąc wyjść z poślizgu zaczęli hamować, jednak to spowodowało, że koła zaczęły się jeszcze mocniej ślizgać na mokrej nawierzchni. Kapitan, usiłując rozpaczliwie zatrzymać Boeinga, przełączył silniki na ciąg wsteczny i uruchomił maksymalne obroty. Chwilę później samolot wypadł z pasa startowego i zsunął się ze stromej skały 61 metrów w dół. Maszyna przełamała się na dwie części i stanęła w płomieniach. Spośród 164 osób na pokładzie katastrofę przeżyły tylko 33 osoby.
Katastrofa ta była największą katastrofą lotniczą pod względem liczby ofiar w Portugalii do czasu katastrofy lotu Independent Air 1851 na Azorach w 1989 roku, w której zginęły 144 osoby.

## Następstwa
Po katastrofie władze Madery podjęły decyzję o konieczności wydłużenia pasa startowego lotniska w Funchal. Ze względu na znajdującą się zaraz za końcem pasa plażę, prace te były technicznie trudne i kosztowne. Ostatecznie w latach 1982–1986 feralny pas startowy został wydłużony o 200 metrów. W 2000 roku pas został ponownie wydłużony i jego obecna długość wynosi 2781 metrów.
Linie lotnicze TAP Portugal po tragedii zaprzestały wysyłania w loty rejsowe na Funchal samolotów Boeing 727-200. Zastąpiły je krótsze o 6 metrów i mogące pomieścić 60 pasażerów mniej Boeingi 727-100.